# Sabra (Israël)
Pour les articles homonymes, voir Sabra.
Ne doit pas être confondu avec Sabra (Liban).
Sabra (en hébreu : צבר) désigne les populations juives nées avant 1948 dans le territoire de la Palestine sous mandat britannique et leurs descendants dans la population israélienne. Par extension, cela désigne tous les Juifs (souvent autochtones) nés sur la Terre d'Israël.
Le mot dérive de l'hébreu tsabar (figue de barbarie, pluriel: tzabarim), allusion à la douceur du fruit qui se cache derrière la plante piquante du désert, à l'image supposée des Israéliens de cette génération.